# Список чемпионов женской НБА
Список чемпионов женской национальной баскетбольной ассоциации (ЖНБА), история которой берёт своё начало в 1997 году. В дебютном сезоне финальная серия состояла только из одного матча. С сезона 1998 года до сезона 2004 года финальная серия проводилась до двух побед (до трёх игр в серии). С сезона 2005 года финальные серии проходят до трёх побед одной из команд (до пяти игр в серии).
В первых двух сезонах в плей-офф выходили по четыре сильнейшие команды ассоциации, независимо от места в той или иной конференции, где противостояли первая четвёртой, а вторая третьей, посему в 1997 году в финале играли два клуба из Восточной конференции, а в 1998 — из Западной. С сезона 1999 года по сезон 2015 года финальная серия проводилась среди чемпионов конференций. В сезоне 2016 года вновь был изменён формат турнира навылет, в который также вышли по четыре сильнейшие команды из каждой конференции, однако две лучшие, обе из Западной конференции, сразу напрямую прошли в полуфинал, а остальные шесть разыгрывали между собой ещё две путёвки. В полуфиналах лидеры регулярного сезона легко переиграли своих соперников, поэтому в финале встретились команды из одной конференции. В следующем сезоне история повторилась, причём второй год подряд в финале играли те же клубы. В сезоне 2018 года в финале вновь играли представители разных конференций, причём команда «Вашингтон Мистикс» попала туда впервые, хотя участвует в турнире с 1998 года.
С 1998 года формат игр был 1-2: 1 игра дома, 2 на выезде (команда с худшим показателем выигранных игр начинала серию на домашней арене). С 2005 года серии игр проводятся в формате 2-2-1: 2 игры дома, 2 на выезде и одна дома (команда с лучшим показателем выигранных игр начинала и заканчивала серию на домашней арене).
Самым титулованным клубом женской НБА является прекративший своё существование «Хьюстон Кометс» (четыре титула), который был расформирован в 2008 году, причём завоевал он их в самые короткие сроки, всего за четыре года (1997—2000). В 2017 году это же достижение повторила команда «Миннесота Линкс», впрочем их она выиграла за семь лет (2011—2017). В 2020 году тот же результат показала и команда «Сиэтл Шторм», но их она выиграла за семнадцать лет (2004—2020). Три раза победителями чемпионата становились «Детройт Шок», «Лос-Анджелес Спаркс» и «Финикс Меркури». А главным неудачником женской НБА является клуб «Нью-Йорк Либерти», который шесть раз играл в финале женской НБА, выиграв лишь в одном из них, «Коннектикут Сан» уступили в четырёх финальных сериях, а «Атланта Дрим» проиграли в трёх из них. «Чикаго Скай» является единственным клубом ВНБА, который выступал в финале турнира, имея в своём активе отрицательный баланс побед и поражений в регулярном сезоне. По числу же завоёванных чемпионских титулов Западная конференция намного опережает Восточную со счётом 20-8.

## Легенда к списку
| Команда (жирным шрифтом) | Команда, выигравшая чемпионат женской НБА.                                       |
| Команда (курсивом)       | Команда, прекратившая своё существование.                                        |
| Команда (ВК) или (ЗК)    | Команда, выступавшая в Восточной или Западной конференции.                       |
| Команда√                 | Команда с рекордными показателями сезона (лучшее соотношение побед и поражений). |

## Список чемпионов женской НБА
| Сезон | Финалисты женской НБА | Тренер       | Счёт | Чемпионы женской НБА | Тренер        | MVP финала   | Ссылки      |
| ----- | --------------------- | ------------ | ---- | -------------------- | ------------- | ------------ | ----------- |
| 1997  | Нью-Йорк Либерти (ВК) | Нэнси Дарш   | 0:1  | Хьюстон Кометс√ (ВК) | Ван Ченселлор | Синтия Купер | [ 1 ] [ 2 ] |
| 1998  | Финикс Меркури (ЗК)   | Шерил Миллер | 1:2  | Хьюстон Кометс√ (ЗК) | Ван Ченселлор | Синтия Купер | [ 3 ] [ 4 ] |

| Сезон | Чемпионы Восточной конференции | Тренер          | Счёт | Чемпионы Западной конференции | Тренер          | MVP финала       | Ссылки        |
| ----- | ------------------------------ | --------------- | ---- | ----------------------------- | --------------- | ---------------- | ------------- |
| 1999  | Нью-Йорк Либерти               | Ричи Адубато    | 1:2  | Хьюстон Кометс√               | Ван Ченселлор   | Синтия Купер     | [ 5 ] [ 6 ]   |
| 2000  | Нью-Йорк Либерти               | Ричи Адубато    | 0:2  | Хьюстон Кометс                | Ван Ченселлор   | Синтия Купер     | [ 7 ] [ 8 ]   |
| 2001  | Шарлотт Стинг                  | Энн Донован     | 0:2  | Лос-Анджелес Спаркс√          | Майкл Купер     | Лиза Лесли       | [ 9 ] [ 10 ]  |
| 2002  | Нью-Йорк Либерти               | Ричи Адубато    | 0:2  | Лос-Анджелес Спаркс√          | Майкл Купер     | Лиза Лесли       | [ 11 ] [ 12 ] |
| 2003  | Детройт Шок√                   | Билл Лэймбир    | 2:1  | Лос-Анджелес Спаркс           | Майкл Купер     | Рут Райли        | [ 13 ] [ 14 ] |
| 2004  | Коннектикут Сан                | Майк Тибо       | 1:2  | Сиэтл Шторм                   | Энн Донован     | Бетти Леннокс    | [ 15 ] [ 16 ] |
| 2005  | Коннектикут Сан√               | Майк Тибо       | 1:3  | Сакраменто Монархс            | Джон Уизенант   | Иоланда Гриффит  | [ 17 ] [ 18 ] |
| 2006  | Детройт Шок                    | Билл Лэймбир    | 3:2  | Сакраменто Монархс            | Джон Уизенант   | Деанна Нолан     | [ 19 ] [ 20 ] |
| 2007  | Детройт Шок√                   | Билл Лэймбир    | 2:3  | Финикс Меркури                | Пол Уэстхед     | Кэппи Пондекстер | [ 21 ] [ 22 ] |
| 2008  | Детройт Шок                    | Билл Лэймбир    | 3:0  | Сан-Антонио Силвер Старз√     | Дэн Хьюз        | Кэти Смит        | [ 23 ] [ 24 ] |
| 2009  | Индиана Фивер                  | Лин Данн        | 2:3  | Финикс Меркури√               | Кори Гейнс      | Дайана Таурази   | [ 25 ] [ 26 ] |
| 2010  | Атланта Дрим                   | Мэринелл Мидорс | 0:3  | Сиэтл Шторм√                  | Брайан Эглер    | Лорен Джексон    | [ 27 ] [ 28 ] |
| 2011  | Атланта Дрим                   | Мэринелл Мидорс | 0:3  | Миннесота Линкс√              | Шерил Рив       | Сеймон Огастус   | [ 29 ] [ 30 ] |
| 2012  | Индиана Фивер                  | Лин Данн        | 3:1  | Миннесота Линкс√              | Шерил Рив       | Тамика Кэтчингс  | [ 31 ] [ 32 ] |
| 2013  | Атланта Дрим                   | Фред Уильямс    | 0:3  | Миннесота Линкс√              | Шерил Рив       | Майя Мур         | [ 33 ] [ 34 ] |
| 2014  | Чикаго Скай                    | Поки Четмэн     | 0:3  | Финикс Меркури√               | Сэнди Бронделло | Дайана Таурази   | [ 35 ] [ 36 ] |
| 2015  | Индиана Фивер                  | Стефани Уайт    | 2:3  | Миннесота Линкс               | Шерил Рив       | Сильвия Фаулз    | [ 37 ] [ 38 ] |

| Сезон | Финалисты женской НБА    | Тренер          | Счёт | Чемпионы женской НБА     | Тренер           | MVP финала     | Ссылки        |
| ----- | ------------------------ | --------------- | ---- | ------------------------ | ---------------- | -------------- | ------------- |
| 2016  | Миннесота Линкс√ (ЗК)    | Шерил Рив       | 2:3  | Лос-Анджелес Спаркс (ЗК) | Брайан Эглер     | Кэндис Паркер  | [ 39 ] [ 40 ] |
| 2017  | Лос-Анджелес Спаркс (ЗК) | Брайан Эглер    | 2:3  | Миннесота Линкс√ (ЗК)    | Шерил Рив        | Сильвия Фаулз  | [ 41 ] [ 42 ] |
| 2018  | Вашингтон Мистикс (ВК)   | Майк Тибо       | 0:3  | Сиэтл Шторм√ (ЗК)        | Дэн Хьюз         | Брианна Стюарт | [ 43 ] [ 44 ] |
| 2019  | Коннектикут Сан (ВК)     | Курт Миллер     | 2:3  | Вашингтон Мистикс√ (ВК)  | Майк Тибо        | Эмма Миссеман  | [ 45 ] [ 46 ] |
| 2020  | Лас-Вегас Эйсес√ (ЗК)    | Билл Лэймбир    | 0:3  | Сиэтл Шторм√ (ЗК)        | Гэри Клоппенберг | Брианна Стюарт | [ 47 ] [ 48 ] |
| 2021  | Финикс Меркури (ЗК)      | Сэнди Бронделло | 1:3  | Чикаго Скай (ВК)         | Джеймс Уэйд      | Кали Коппер    | [ 49 ] [ 50 ] |
| 2022  | Коннектикут Сан (ВК)     | Курт Миллер     | 1:3  | Лас-Вегас Эйсес (ЗК)     | Бекки Хэммон     | Челси Грей     | [ 51 ] [ 52 ] |
| 2023  | Нью-Йорк Либерти (ВК)    | Сэнди Бронделло | 1:3  | Лас-Вегас Эйсес (ЗК)     | Бекки Хэммон     | Эйжа Уилсон    | [ 53 ] [ 54 ] |
| 2024  | Миннесота Линкс (ЗК)     | Шерил Рив       | 2:3  | Нью-Йорк Либерти (ВК)    | Сэнди Бронделло  | Джонквел Джонс | [ 55 ] [ 56 ] |

## Лидеры по количеству чемпионских титулов и финалов среди команд женской НБА
| №  | Команды             | Победы | Поражения | Финалы | Победы в финале (годы) | Поражения в финале (годы)    | Процент побед |
| -- | ------------------- | ------ | --------- | ------ | ---------------------- | ---------------------------- | ------------- |
| 1  | Миннесота Линкс     | 4      | 3         | 7      | 2011, 2013, 2015, 2017 | 2012, 2016, 2024             | 57            |
| 2  | Хьюстон Кометс      | 4      | 0         | 4      | 1997, 1998, 1999, 2000 | 0                            | 100           |
| 2  | Сиэтл Шторм         | 4      | 0         | 4      | 2004, 2010, 2018, 2020 | 0                            | 100           |
| 4  | Лос-Анджелес Спаркс | 3      | 2         | 5      | 2001, 2002, 2016       | 2003, 2017                   | 60            |
| 4  | Финикс Меркури      | 3      | 2         | 5      | 2007, 2009, 2014       | 1998, 2021                   | 60            |
| 6  | Детройт Шок         | 3      | 1         | 4      | 2003, 2006, 2008       | 2007                         | 75            |
| 7  | Лас-Вегас Эйсес     | 2      | 2         | 4      | 2022, 2023             | 2008, 2020                   | 50            |
| 8  | Нью-Йорк Либерти    | 1      | 5         | 6      | 2024                   | 1997, 1999, 2000, 2002, 2023 | 17            |
| 9  | Индиана Фивер       | 1      | 2         | 3      | 2012                   | 2009, 2015                   | 33,3          |
| 10 | Сакраменто Монархс  | 1      | 1         | 2      | 2005                   | 2006                         | 50            |
| 10 | Вашингтон Мистикс   | 1      | 1         | 2      | 2019                   | 2018                         | 50            |
| 10 | Чикаго Скай         | 1      | 1         | 2      | 2021                   | 2014                         | 50            |
| 13 | Коннектикут Сан     | 0      | 4         | 4      | 0                      | 2004, 2005, 2019, 2022       | 0             |
| 14 | Атланта Дрим        | 0      | 3         | 3      | 0                      | 2010, 2011, 2013             | 0             |
| 15 | Шарлотт Стинг       | 0      | 1         | 1      | 0                      | 2001                         | 0             |

Команды, ни разу не выходившие в финал женской НБА:
- Кливленд Рокерс
- Майами Сол
- Портленд Файр

Команды женской НБА, сменившие своё название:
- Детройт Шок (с 1998 года) — Талса Шок (с 2010 года) — Даллас Уингз (с 2016 года)
- Орландо Миракл (с 1999 года) — Коннектикут Сан (с 2003 года)
- Юта Старз (с 1997 года) — Сан-Антонио Силвер Старз (с 2003 года) — Сан-Антонио Старз (с 2014 года) — Лас-Вегас Эйсес (с 2018 года)

## Рекорды финальных серий женской НБА
| Рекорды финалов            | Игрок                                    | Команда                                    | Дата                                        | Количество                                      |
| -------------------------- | ---------------------------------------- | ------------------------------------------ | ------------------------------------------- | ----------------------------------------------- |
| Очки, игрок                | Энджел Маккатри                          | Атланта Дрим                               | 5 октября 2011 года                         | 38 очков                                        |
| Подборы, игрок             | Сильвия Фаулз                            | Миннесота Линкс                            | 4 октября 2017 года                         | 20 подборов                                     |
| Передачи, игрок            | Сью Бёрд                                 | Сиэтл Шторм                                | 2 октября 2020 года                         | 16 передач                                      |
| Перехваты, игрок           | Брианна Стюарт                           | Нью-Йорк Либерти                           | 13 октября 2024 года                        | 7 перехватов                                    |
| Блок-шоты, игрок           | Бриттни Грайнер                          | Финикс Меркури                             | 7 сентября 2014 года                        | 8 блок-шотов                                    |
| Очки, команда              | —                                        | Финикс Меркури                             | 29 сентября 2009 года                       | 120 очков в игре против «Индиана Фивер» (ОТ)    |
| Подборы, команда           | —                                        | Детройт Шок                                | 8 сентября 2007 года                        | 50 подборов в игре против «Финикс Меркури»      |
| Передачи, команда          | —                                        | Сиэтл Шторм                                | 4 октября 2020 года                         | 33 передачи в игре против «Лас-Вегас Эйсес»     |
| Перехваты, команда         | —                                        | Коннектикут Сан                            | 8 октября 2004 года                         | 15 перехватов в игре против «Сиэтл Шторм»       |
| Блок-шоты, команда         | —                                        | Миннесота Линкс                            | 2 октября 2011 года                         | 11 блок-шотов в игре против «Атланта Дрим»      |
| Всего титулов, тренер      | Ван Ченселлор Шерил Рив 4 разных тренера | Хьюстон Кометс Миннесота Линкс Сиэтл Шторм | 1997—2000 2011—2017 2004—2020               | 4 чемпионских титула                            |
| Наибольшая разница в счёте | —                                        | Сиэтл Шторм                                | 6 октября 2020 года                         | 33 очка (92—59) в игре против «Лас-Вегас Эйсес» |
| Посещаемость, одна игра    | —                                        | Детройт Шок                                | 16 сентября 2003 года 16 сентября 2007 года | 22 076 зрителей                                 |